# Butte Valley National Grassland
Butte Valley National Grassland est une Prairie nationale des États-Unis située dans le nord de la Californie. Administrée par le Service forestier des États-Unis, la forêt nationale de Klamath, elle a une surface de 74 km² et est située au nord du comté de Siskiyou, près de la frontière de l'Oregon, le long de la US Highway 97. Elle a été consacrée en juillet 1991 comme 20e Prairie Nationale du pays. Elle est administrée dans le cadre de la forêt nationale de Klamath et est la seule prairie nationale de Californie et de la région 5 (Pacifique Sud-Ouest) du Service forestier. Les bureaux administratifs sont situés à Macdoel, en Californie,.

## Géographie
La zone est située dans le bassin de la rivière Klamath à une altitude d'environ 1280 mètres. Les précipitations annuelles sont d'environ 300 mm. Elle se compose principalement de sols plats et sablonneux et d'un lit de lac asséché. La zone comprend des vues panoramiques sur la chaîne des Cascades et le mont Shasta.

## Histoire
La région a attiré des propriétaires à la fin du 19e siècle qui ont abandonné, drainé, labouré et raviné la terre. La surutilisation a entraîné une baisse de la productivité qui a été exacerbée par la sécheresse des années 1930. Le gouvernement américain a acheté des terres marginales en 1937. Les terres ont ensuite été administrées par le Soil Conservation Service (maintenant le Natural Resources Conservation Service) qui a commencé à stabiliser les terres en plantant plus de 16 000 hectares d'Herbe de blé. Dans les années 40, une partie de la zone a été utilisée comme champ de tir. Le pâturage des terres s'est poursuivi jusqu'à sa désignation comme Prairie nationale en 1991 ,

## Faune et flore
L'habitat actuel de la Prairie se compose d'armoise ouverte, de broussailles de lapin, de genévrier et de graminées indigènes.

L'observation des oiseaux est une activité récréative populaire. Les oiseaux trouvés dans les prairies comprennent le moqueur de sauge et le bruant de Brewer au printemps, en été et en automne. Les espèces d'oiseaux résidentes comprennent l'alouette hausse-col et le bruant à joues marron. Les rapaces nicheurs comprennent l'aigle royal, le faucon des prairies, le faucon à queue rousse et le faucon de Swainson, attirés par des rongeurs résidents dans les champs. Le faucon ferrugineux a réussi à nicher ces dernières années.

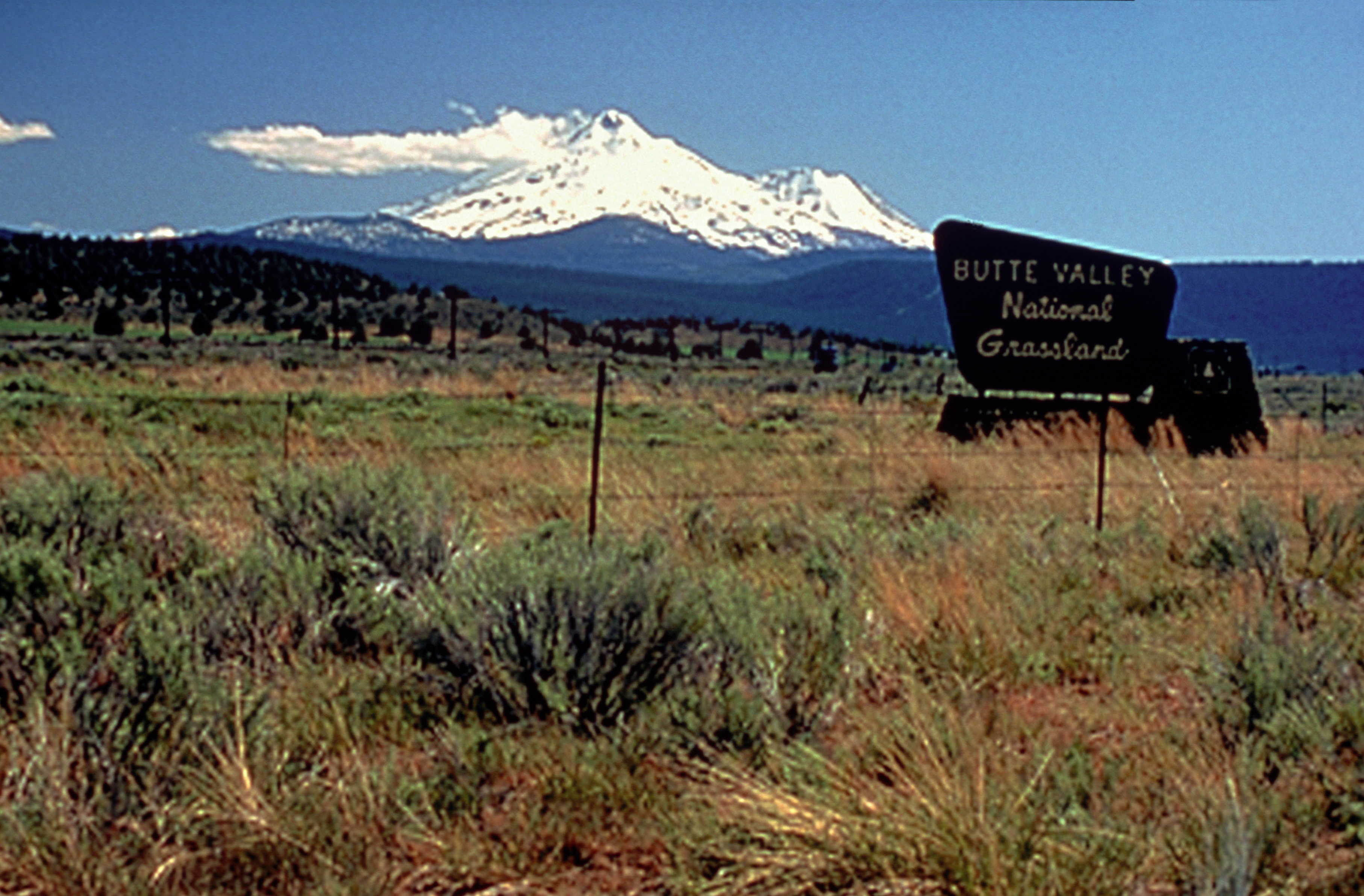
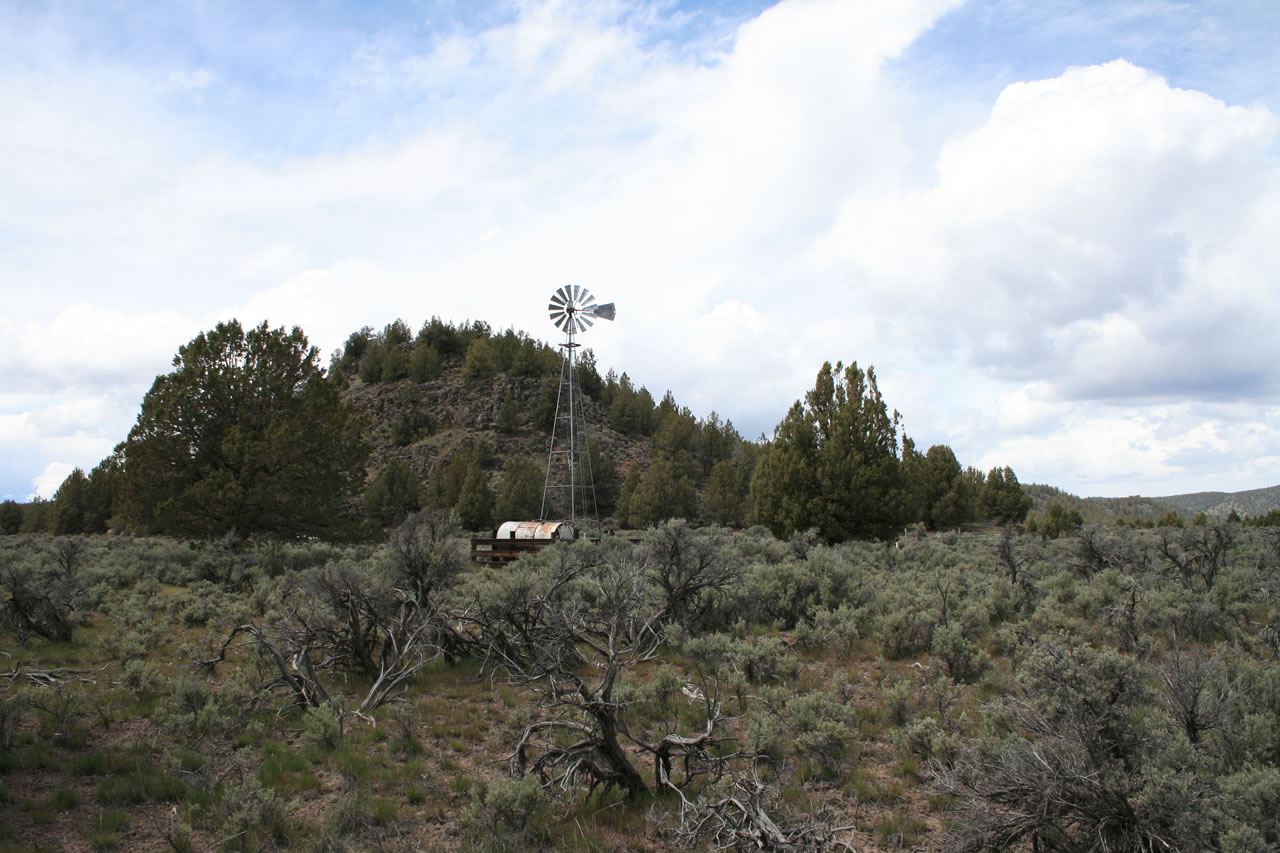
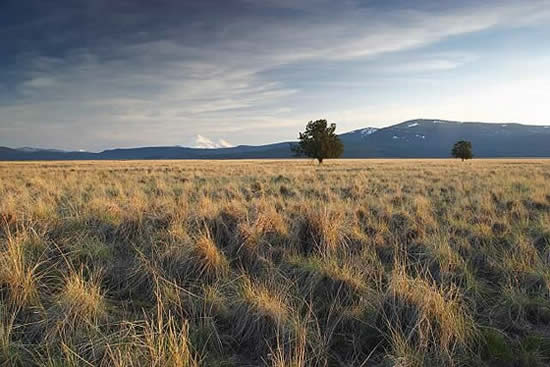

## Voir également
- Graminées indigènes de Californie
- Prairies de Californie